# Franz Anton Kolin
Franz Anton Kolin (* 4. Februar 1723 in Bremgarten; heimatberechtigt in Zug; † 23. Mai 1792 ebenda) war Zuger Pannerherr, Landvogt und Militär.

## Leben und Wirken
Franz Anton Kolin war der Sohn des Pannerherrn Leodegar Anton Kolin. Er war Hauptmann in sardinischen Diensten und heiratete Helena Katharina, Tochter des Chirurgen Wolfgang Letter. Die Ehe blieb ohne Erben.
Kolin wurde 1750 Pannerherr des Ortes Zug. Zudem diente er als Landvogt: 1760–1762 im Thurgau, 1766–1768 im Rheintal und 1774–1776 in Locarno. Er war Gesandter des Ortes Zug bei der Tagsatzung. Im Jahr 1755 wurde er Mitglied und 1782 Präsident des Kriegsrats von Stadt und Amt Zug. Als solcher sowie als Oberstquartiermeister und Oberst hatte Kolin grossen Einfluss auf die Modernisierung der Miliz des alten Standes Zug.
Kolin hatte 1762 die Burg Zug als «repräsentativen Wohnsitz» erworben. Nach seinem Tod übernahm sein jüngerer Bruder Karl Kaspar die Burg sowie das Amt des Zuger Pannerherrn. Als dieser im Februar 1801 starb, erlosch das Geschlecht Kolin im Mannesstamm.

## Belege
1. 1 2 3  Renato Morosoli: Franz Anton Kolin. In: Historisches Lexikon der Schweiz.  1. September 2006.
2. ↑  Renato Morosoli: Karl Kaspar Kolin. In: Historisches Lexikon der Schweiz.  28. Oktober 2008.

| Personendaten    | Personendaten                          |
| ---------------- | -------------------------------------- |
| NAME             | Kolin, Karl Kaspar                     |
| KURZBESCHREIBUNG | Zuger Pannerherr, Landvogt und Militär |
| GEBURTSDATUM     | 4. Februar 1723                        |
| GEBURTSORT       | Bremgarten, Schweiz                    |
| STERBEDATUM      | 23. Mai 1792                           |
| STERBEORT        | Zug, Schweiz                           |